# Chlaenius elegans
Sous-genre
Genre
Synonymes
- Chlaenius (Indalma) elegans (Schmidt-Goebel, 1846)
- Indalma elegans Schmidt-Goebel, 1846

Chlaenius elegans est une espèce de coléoptères de la famille des Carabidae, de la sous-famille des Licininae, de la tribu des Chlaeniini et de la sous-tribu des Chlaeniina. Elle est trouvée en Sibérie, en Russie.